# Баскетболист года конференции Big West
Баскетболист года конференции Big West (англ. Big West Conference Men's Basketball Player of the Year) — ежегодная баскетбольная награда, вручаемая по результатам голосования лучшему баскетболисту среди студентов конференции Big West, входящей в первый дивизион NCAA. Голосование проводится среди главных тренеров команд, входящих в эту конференцию, к тому же свои голоса тренеры подают после окончания регулярного чемпионата, но перед стартом плей-офф, то есть в начале марта, причём они не могут голосовать за своих собственных игроков. Премия была учреждена и впервые вручена Джорджу Траппу из университета штата Калифорния в Лонг-Бич в сезоне 1969/70 годов.
Конференция официально начала свою деятельность 1 июля 1969 года, и тогда в неё входило семь команд. Сперва она называлась Pacific Coast Athletic Association (PCAA), а позднее, с сезона 1988/1989 годов, за счёт её расширения другими видами спорта она стала называться Big West. С течением времени, при образовании новых университетов, количество команд в конференции увеличилось до одиннадцати (на данный момент их девять). В 2005 году конференцию покинула команда университета штата Юта, после чего в ней остались только представители штата Калифорния, а в 2012 году в конференцию включили команду Гавайского университета в Маноа.
Восемь игроков: Джордж Трапп, Эд Рэтлефф, Кевин Маги, Ричи Адамс, Ларри Джонсон, Джерри Грин, Каспер Вэйр и Ламин Диане получали этот приз по два раза. Всего лишь два игрока, Кебу Стюарт и Ламин Диане, становились лауреатами этой премии, будучи первокурсниками. Три раза обладателями трофея становились сразу два игрока (1976, 1986 и 2008). Чаще других обладателями данного приза становились баскетболисты университета штата Калифорния в Лонг-Бич (13 раз) и университета Невады в Лас-Вегасе (10 раз).

## Легенда
|           | Сообладатели награды |
| *         | Становились лауреатами Приза Джеймса Нейсмита (1969—) или Приза Джона Вудена (1977—), либо признавались баскетболистом года среди студентов по версии UPI (1955—1996) или Helms Foundation (1905—1979) |
| Игрок (X) | Количество титулов |

## Победители
| Сезон   | Игрок                | Фото | Университет                                | Позиция                                     | Год обучения | Примечания |
| ------- | -------------------- | ---- | ------------------------------------------ | ------------------------------------------- | ------------ | ---------- |
| 1969/70 | Джордж Трапп         |      | Университет штата Калифорния в Лонг-Бич    | Тяжёлый форвард / Центровой                 | Третий       |            |
| 1970/71 | Джордж Трапп (2)     |      | Университет штата Калифорния в Лонг-Бич    | Тяжёлый форвард / Центровой                 | Четвёртый    |            |
| 1971/72 | Эд Рэтлефф           |      | Университет штата Калифорния в Лонг-Бич    | Лёгкий форвард / Атакующий защитник         | Третий       |            |
| 1972/73 | Эд Рэтлефф (2)       |      | Университет штата Калифорния в Лонг-Бич    | Лёгкий форвард / Атакующий защитник         | Четвёртый    |            |
| 1973/74 | Леонард Грей         |      | Университет штата Калифорния в Лонг-Бич    | Тяжёлый форвард                             | Четвёртый    |            |
| 1974/75 | Боб Гросс            |      | Университет штата Калифорния в Лонг-Бич    | Лёгкий форвард                              | Четвёртый    |            |
| 1975/76 | Стив Копп            |      | Университет штата Калифорния в Сан-Диего   | Лёгкий форвард                              | Четвёртый    |            |
| 1975/76 | Грег Банч            |      | Университет штата Калифорния в Фуллертоне  | Лёгкий форвард                              | Второй       |            |
| 1976/77 | Ллойд Макмиллиан     |      | Университет штата Калифорния в Лонг-Бич    | Лёгкий форвард                              | Четвёртый    |            |
| 1977/78 | Джоэл Крамер         |      | Университет штата Калифорния в Сан-Диего   | Тяжёлый форвард / Центровой                 | Четвёртый    |            |
| 1978/79 | Рон Корнелиус        |      | Тихоокеанский университет (США)            | —                                           | Второй       |            |
| 1979/80 | Дин Хунгер           |      | Университет штата Юта                      | Тяжёлый форвард / Лёгкий форвард            | Четвёртый    |            |
| 1980/81 | Кевин Маги           |      | Калифорнийский университет в Ирвайне       | Тяжёлый форвард                             | Третий       |            |
| 1981/82 | Кевин Маги (2)       |      | Калифорнийский университет в Ирвайне       | Тяжёлый форвард                             | Четвёртый    |            |
| 1982/83 | Сидни Грин           |      | Университет Невады в Лас-Вегасе            | Тяжёлый форвард / Центровой                 | Четвёртый    |            |
| 1983/84 | Ричи Адамс           |      | Университет Невады в Лас-Вегасе            | Центровой                                   | Третий       |            |
| 1984/85 | Ричи Адамс (2)       |      | Университет Невады в Лас-Вегасе            | Центровой                                   | Четвёртый    |            |
| 1985/86 | Грег Грант           |      | Университет штата Юта                      | Тяжёлый форвард / Лёгкий форвард            | Четвёртый    |            |
| 1985/86 | Энтони Джонс         |      | Университет Невады в Лас-Вегасе            | Атакующий защитник / Лёгкий форвард         | Четвёртый    |            |
| 1986/87 | Армен Гиллиам        |      | Университет Невады в Лас-Вегасе            | Тяжёлый форвард                             | Четвёртый    |            |
| 1987/88 | Брайан Шоу           |      | Калифорнийский университет в Санта-Барбаре | Разыгрывающий защитник / Атакующий защитник | Четвёртый    |            |
| 1988/89 | Стэйси Огмон         |      | Университет Невады в Лас-Вегасе            | Атакующий защитник / Лёгкий форвард         | Второй       |            |
| 1989/90 | Ларри Джонсон        |      | Университет Невады в Лас-Вегасе            | Тяжёлый форвард / Лёгкий форвард            | Третий       |            |
| 1990/91 | Ларри Джонсон* (2)   |      | Университет Невады в Лас-Вегасе            | Тяжёлый форвард / Лёгкий форвард            | Четвёртый    |            |
| 1991/92 | Люциус Дэвис         |      | Калифорнийский университет в Санта-Барбаре | —                                           | Четвёртый    |            |
| 1992/93 | Айзея Райдер         |      | Университет Невады в Лас-Вегасе            | Атакующий защитник / Лёгкий форвард         | Четвёртый    |            |
| 1993/94 | Кебу Стюарт          |      | Университет Невады в Лас-Вегасе            | Тяжёлый форвард                             | Первый       |            |
| 1994/95 | Эрик Франсон         |      | Университет штата Юта                      | Центровой                                   | Третий       |            |
| 1995/96 | Раймондс Миглиниекс  |      | Калифорнийский университет в Ирвайне       | Разыгрывающий защитник                      | Четвёртый    |            |
| 1996/97 | Фарон Хэнд           |      | Университет Невады в Рино                  | Лёгкий форвард                              | Третий       |            |
| 1997/98 | Майкл Оловоканди     |      | Тихоокеанский университет (США)            | Центровой                                   | Четвёртый    |            |
| 1998/99 | Роберто Бергенсен    |      | Университет штата Айдахо в Бойсе           | Атакующий защитник / Лёгкий форвард         | Четвёртый    |            |
| 1999/00 | Мэйт Милиса          |      | Университет штата Калифорния в Лонг-Бич    | Центровой                                   | Третий       |            |
| 2000/01 | Джерри Грин          |      | Калифорнийский университет в Ирвайне       | Разыгрывающий защитник                      | Третий       |            |
| 2001/02 | Джерри Грин (2)      |      | Калифорнийский университет в Ирвайне       | Разыгрывающий защитник                      | Четвёртый    |            |
| 2002/03 | Брандуинн Фуллове    |      | Калифорнийский университет в Санта-Барбаре | Атакующий защитник / Разыгрывающий защитник | Третий       | [ 1 ]      |
| 2003/04 | Миа Дэвис            |      | Тихоокеанский университет (США)            | Разыгрывающий защитник                      | Четвёртый    | [ 2 ]      |
| 2004/05 | Дэвид Дабли          |      | Тихоокеанский университет (США)            | Разыгрывающий защитник                      | Четвёртый    | [ 3 ]      |
| 2005/06 | Кристиан Маракер     |      | Тихоокеанский университет (США)            | Тяжёлый форвард / Центровой                 | Четвёртый    | [ 4 ]      |
| 2006/07 | Аарон Никсон         |      | Университет штата Калифорния в Лонг-Бич    | Атакующий защитник                          | Четвёртый    | [ 5 ]      |
| 2007/08 | Скотт Катли          |      | Университет штата Калифорния в Фуллертоне  | Тяжёлый форвард                             | Четвёртый    | [ 6 ]      |
| 2007/08 | Алекс Харрис         |      | Калифорнийский университет в Санта-Барбаре | Атакующий защитник                          | Четвёртый    | [ 6 ]      |
| 2008/09 | Джош Акогнон         |      | Университет штата Калифорния в Фуллертоне  | Разыгрывающий защитник                      | Четвёртый    | [ 7 ]      |
| 2009/10 | Орландо Джонсон      |      | Калифорнийский университет в Санта-Барбаре | Атакующий защитник                          | Второй       | [ 8 ]      |
| 2010/11 | Каспер Вэйр          |      | Университет штата Калифорния в Лонг-Бич    | Разыгрывающий защитник                      | Третий       | [ 9 ]      |
| 2011/12 | Каспер Вэйр (2)      |      | Университет штата Калифорния в Лонг-Бич    | Разыгрывающий защитник                      | Четвёртый    | [ 10 ]     |
| 2012/13 | Джеймс Эннис         |      | Университет штата Калифорния в Лонг-Бич    | Лёгкий форвард                              | Четвёртый    | [ 11 ]     |
| 2013/14 | Алан Уильямс         |      | Калифорнийский университет в Санта-Барбаре | Центровой                                   | Третий       | [ 12 ]     |
| 2014/15 | Кори Хокинс          |      | Калифорнийский университет в Дейвисе       | Атакующий защитник / Разыгрывающий защитник | Четвёртый    | [ 13 ]     |
| 2015/16 | Стефан Янкович       |      | Гавайский университет в Маноа              | Тяжёлый форвард / Лёгкий форвард            | Третий       | [ 14 ]     |
| 2016/17 | Люк Нельсон          |      | Калифорнийский университет в Ирвайне       | Атакующий защитник                          | Четвёртый    | [ 15 ]     |
| 2017/18 | Ти Джей Шортс        |      | Калифорнийский университет в Дейвисе       | Разыгрывающий защитник                      | Третий       | [ 16 ]     |
| 2018/19 | Ламин Диане          |      | Университет штата Калифорния в Нортридже   | Тяжёлый форвард / Лёгкий форвард            | Первый       | [ 17 ]     |
| 2019/20 | Ламин Диане (2)      |      | Университет штата Калифорния в Нортридже   | Тяжёлый форвард / Лёгкий форвард            | Второй       | [ 18 ]     |
| 2020/21 | Джаквори Маклохлин   |      | Калифорнийский университет в Санта-Барбаре | Разыгрывающий защитник                      | Четвёртый    | [ 19 ]     |
| 2021/22 | Колин Слейтер        |      | Университет штата Калифорния в Лонг-Бич    | Разыгрывающий защитник                      | Четвёртый    | [ 20 ]     |
| 2022/23 | Аджай Митчелл        |      | Калифорнийский университет в Санта-Барбаре | Разыгрывающий защитник / Атакующий защитник | Второй       | [ 21 ]     |
| 2023/24 | Элайджа Пеппер       |      | Калифорнийский университет в Дейвисе       | Атакующий защитник                          | Пятый        | [ 22 ]     |
| 2024/25 | Аниванива Тейт-Джонс |      | Калифорнийский университет в Сан-Диего     | Лёгкий форвард / Атакующий защитник         | Четвёртый    | [ 23 ]     |